# Juan José Salvador
Juan José Salvador est un ancien joueur espagnol de volley-ball né le 18 décembre 1975 à Pechina (province d'Almería). Il mesure 2,00 m et jouait central. Il est international espagnol.

## Clubs
| Club             | De        | À         |
| ---------------- | --------- | --------- |
| Unicaja Almería  | 1993-1994 | 1995-1996 |
| AS Cannes        | 1996-1997 | 1996-1997 |
| Pallavolo Padoue | 1997-1998 | 1997-1998 |
| Lube Macerata    | 1998-1999 | 2000-2001 |
| Pallavolo Parme  | 2001-2002 | 2001-2002 |
| Unicaja Almería  | 2002-2003 | 2010-2011 |

## Palmarès
- Coupe de la CEV (1)
  - Vainqueur : 2001
- Championnat d'Espagne (3)
  - Vainqueur : 2003, 2004, 2005
  - Finaliste : 2007, 2008, 2009, 2010, 2011
- Championnat de France
  - Vainqueur : 1997
- Coupe du Roi (4)
  - Vainqueur : 1995, 2007, 2009, 2010
  - Finaliste : 2006, 2008, 2011
- Coupe d'Italie (1)
  - Vainqueur : 2001
  - Perdant : 2002
- Supercoupe du Roi (4)
  - Vainqueur : 2003, 2006, 2010, 2011
  - Perdant : 2004, 2005, 2007, 2008, 2009